# Мардеж-ава
Мардеж-ава (Мардеж-ньё) (Мардеж — ветер, ава — мать, госпожа; ньё — мать) — женское божество марийского пантеона.

## Описание
Мардеж (также Туле, от праф.-уг. *tule — ветер, ср. коми Тол, финск. Туули эма) считалась богиней ветров и осадков. В ней видели покровительницу земледелия, так как от неё зависели благоприятные для посева и урожая погодные условия.

## Мифы
По сообщению П. В. Знаменского, Туле или Мардеж юмо, супруг богини, держит на цепи ветры. Если ему долго не приносят жертву, он спускает их с цепи и производит опустошения (ср. мордовское поверье о Варме, богине ветра, которая держит своих сыновей в четырёх бочках по сторонам света). В мифе Мардеж юмо рисуется родителем сыновей-вихрей. Жестокий князь велит слугам изловить вихри, чтобы они крутили его мельницы. Обиженные вихри жалуются отцу и тот, после чреды неудачных попыток, расправляется со злодеем.

## Культ
Во время праздника плуга, Мардеж, в ряду других божеств, жертвовали пиво и блины. Во время опустошающих бурь, устраивали общественные моления с кровавым жертвоприношением. В случае болезни, вызванной, по мнению знахарей, ветром, делали небольшие частные подношения. Богине жертвовали корову или быка любой, чаще красной, масти, кроме чёрной или белой. В молитвах Мардеж выступала покровительницей ясной погоды и благотворной влаги: «Мать ветра, тёплый ветер привела в движение, тихие облака собрала, тёплым дождём окропила, растущий корень наполнила, листья наполнила, воздух обновила!» Перед началом сева Мардеж просили уберечь посевы от сильных ветров, заморозков, града, червей, жуков. Подобно мордовской Варме, действуя совместно с матерью огня, Мардеж могла раздуть пожары. Чтобы умилостивить богиню, в огонь кидали яйца со словами: «Мать ветра, усмири огонь, надуй нам дождь». Напротив, при затяжных ливнях, когда Мардеж, шествуя по земле (ср. сходный мотив в удмуртском мифе о том, как Вумум и Толмум формировали рельеф), выступала вместе с громовником Волгенче, в огонь бросали кусочек хлеба, прося Мардеж отогнать сильные ветры и бурю.

## Семья
Супруг Мардеж-ава — Мардеж юмо. В мордовской мифологии мать ветра называлась в числе дочерей верховной богини Анге-патяй.